# Рахми Арслан
Мустафа Рахми бей Евреносзаде, приел по-късно фамилията Арслан (на турски: Mustafa Rahmi Bey, Evrenoszade, Arslan), е османски и турски политик.

## Биография
Роден е в 1874 година в Солун, тогава в Османската империя, днес Гърция във фамилията Евренос. След завършване на основно и средно образование в Солун, учи право в Истанбул. Става член на Комитета за единство и прогрес. Арестуван е от властите и прекарва известно време в затвора.
След Младотурската революция в 1908 година се занимава с политика и след изборите през април 1912 година става представител на Солун в Османския парламент, чийто мандат продължава до август. От 29 септември 1913 до 13 октомври 1917 година е валия на Айдън в Измир. След края на войната се завръща в Истанбул през 1917 г. и е арестуван. След британската окупация на града е депортиран заедно с още 144 души в лагера Полвериста на Малта. След завръщането си в Турция започва да се занимава с търговия.
С влизането в сила на закона за фамилиите в 1934 година приема фамилното име Арслан, в превод лъв. Умира в 1947 година в Истанбул.